# آلیسون وانگر
آلیسون وانگر (به انگلیسی: Allison Wagner) (زادهٔ ۲۱ ژوئیهٔ ۱۹۷۷) شناگر اهل ایالات متحده آمریکا است.